# Leo Putz

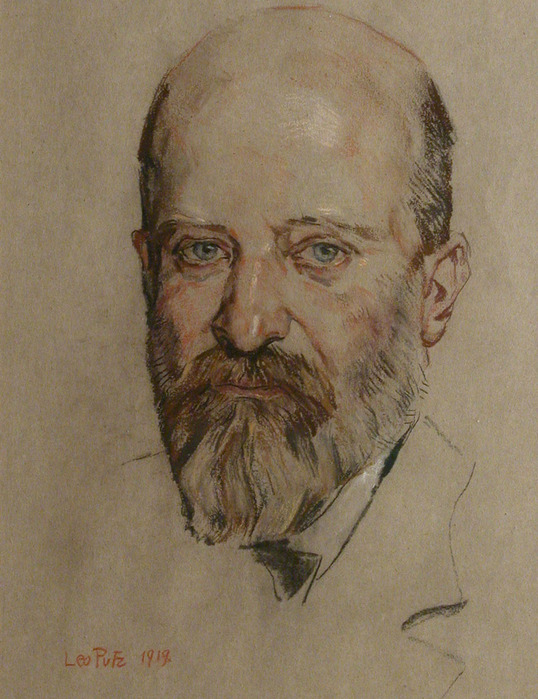
Selbstporträt (1919)

Leo Putz in der Tirol-Nummer der Zeitschrift Die Woche, Heft Nr. 22/1919

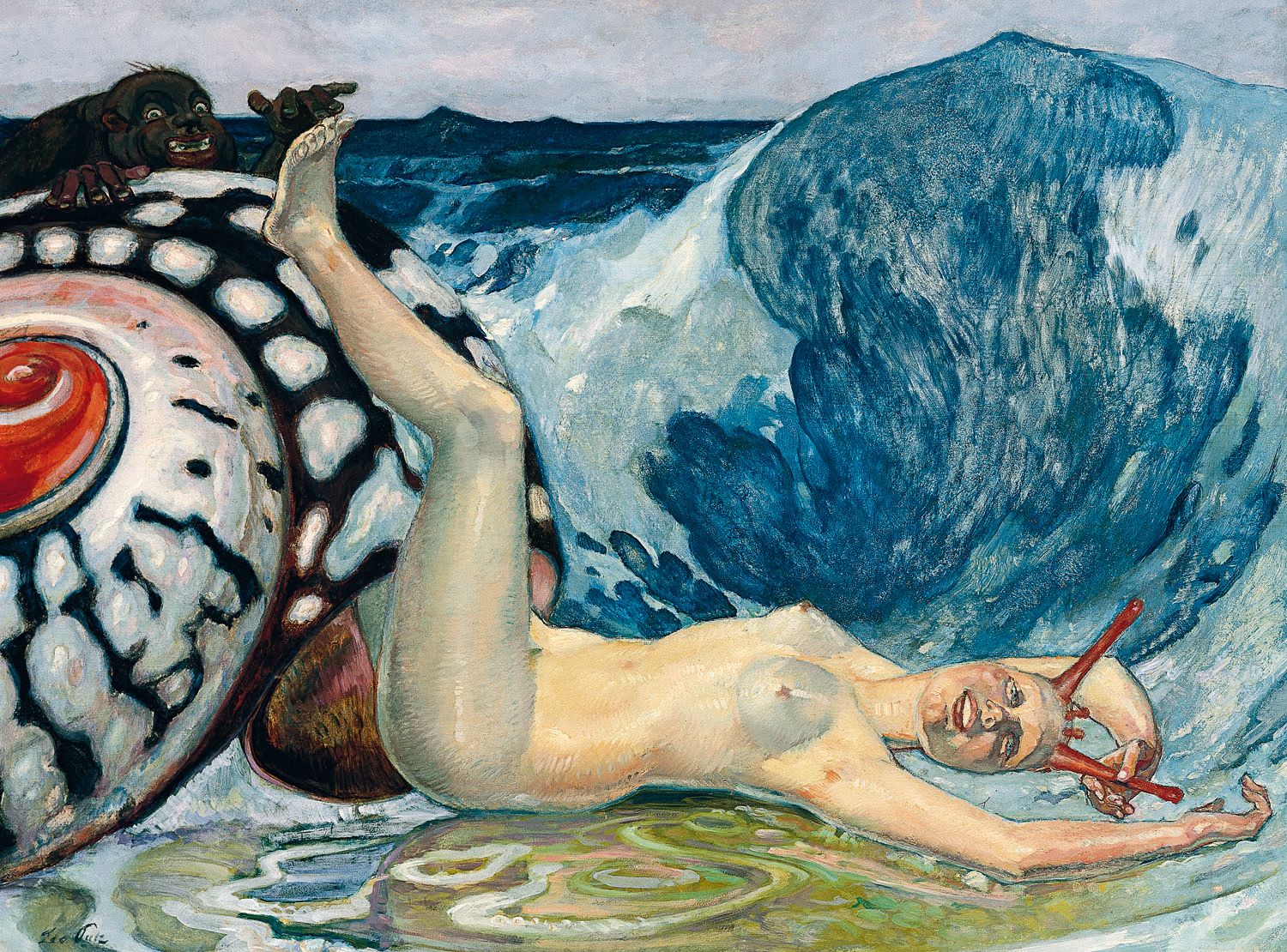
Das kitzlige Schnecklein (1904)

Leo Putz (* 18. Juni 1869 in Meran, Südtirol, Österreich-Ungarn; † 21. Juli 1940 in Meran, Südtirol, Italien) war ein Tiroler Künstler. Das künstlerische Werk von Leo Putz umfasst den Jugendstil, den Impressionismus und die Anfänge des Expressionismus. Schwerpunkt seines Werkes sind Figuren-, Akt- und Landschaftsbilder.

## Leben
Leo Putz ging mit 16 Jahren, nach Abschluss der Schule, gegen den Willen des Vaters, nach München und nahm seinen ersten Zeichenunterricht bei seinem Stiefbruder Robert Poetzelberger. Ab 1889 studierte er an der Münchener Akademie der Bildenden Künste bei Gabriel von Hackl und an der Académie Julian in Paris. Sein erstes Atelier bezog Leo Putz 1897 in München. Im gleichen Jahr trat er als Ordentliches Mitglied der Secession in München bei. 1899 wirkte er als Mitbegründer der Künstlervereinigung Die Scholle, zu der unter anderem Walter Georgi, Fritz, Erich Erler sowie Adolf Münzer zählten. „Die Scholle“ verfolgte den Grundsatz des Individualismus mit der Forderung an ihre Mitglieder, „dass jeder seine eigene Scholle bebaue, die freilich auf keiner Landkarte zu finden sei“. Leo Putz arbeitete auch intensiv an dem Wochenblatt Jugend mit, das viele Werke von Leo Putz als Gemäldereproduktionen oder als Titelblatt veröffentlichte.
In dieser Zeit war Leo Putz auch als Gebrauchsgraphiker tätig. Seine Plakate sind geprägt vom Münchener Jugendstil. So malt er Werbeplakate für die Moderne Galerie München.

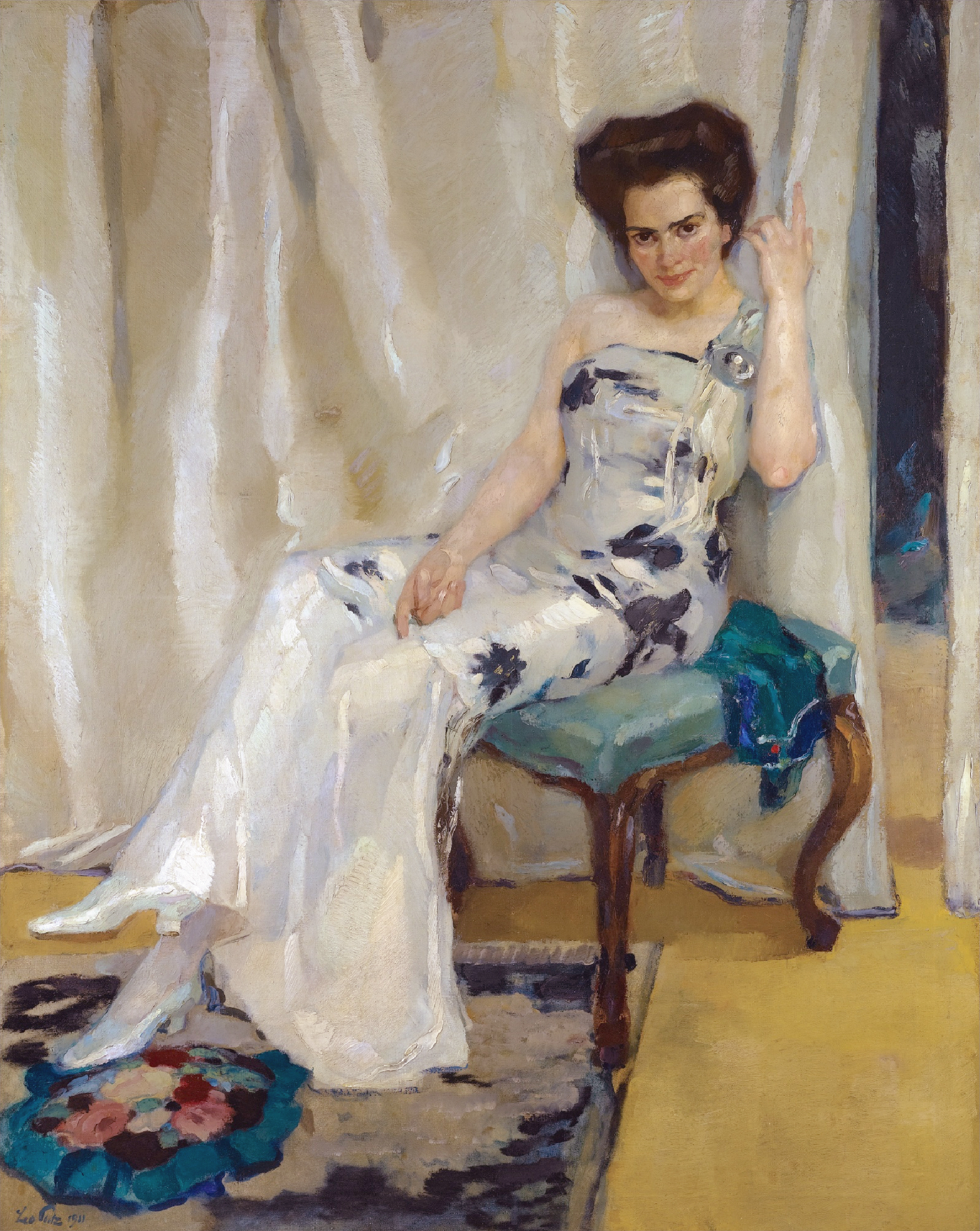
Cara Sophia Köhler (1911), Gemälde im Besitz der Galerie Schüller

Die Staatsgalerie Dresden und die Neue Königliche Pinakothek München erwarben ab 1903 mehrere seiner Arbeiten. Ab 1905 wurden Leo Putz für seine Werke mehrere Medaillen verliehen. 1909 erwarb Putz die bayerische Staatsangehörigkeit – Voraussetzung für den ihm im gleichen Jahr verliehenen Professortitel. Zwischen 1909 und 1914 verbrachte Leo Putz die Sommermonate bei Schloss Hartmannsberg im bayerischen Chiemgau im Sinne der Plein-air-Malerei. Daher zählt er auch zu den Chiemseemalern. Mit Leo Putz arbeiteten auch der deutsche Künstler Hans Roth und der Amerikaner Edward Cucuel, die beide Schüler von Leo Putz waren. Es entstanden die bekannten Werke der „Hartmannsberger Zeit“ wie die „Kahnbilder“ oder Aktstudien badender Mädchen („Die Badenden“). Schwerpunkt des frühen Werks von Leo Putz war das Bild der schönen Frau, das er sehr variationsreich behandelte. 1913 heiratete er die Landschaftsmalerin Frieda Blell, die ihm 1915 den Sohn Helmut gebar. Seine Frau war schon jahrelang sein Modell gewesen, und sie arbeitete, allerdings in seinem Schatten, weiter. 1923 zog Leo Putz mit seiner Familie nach Gauting. Ebenso war Mara Hoffmann in München seine Schülerin und Modell.
Leo Putz brach im Januar 1929 mit seiner Familie nach Südamerika auf. Bis 1933 arbeitete Putz in Brasilien und Argentinien. Auf Bitte von Lúcio Costa nahm er 1931 eine Professur an der Academia de Belas Artes in Rio de Janeiro an. Dort hielt er Vorträge über Bildkomposition und war Lehrer des später bekannten Landschaftsarchitekten Roberto Burle Marx. Während seines Aufenthalts dokumentierte Leo Putz die vielfältigen Eindrücke auf Leinwand. Das in diesen Jahren geschaffene Werk ist durch eine hellere und tropischere Farbskala gekennzeichnet und bildet einen zweiten Höhepunkt seines Schaffens. Schwerpunkt des südamerikanischen Werkes sind die Landschaft und das Figurenbild. Die südamerikanischen Werke wurden nach der Rückkehr von Leo Putz nach Deutschland im Jahr 1935 in einer großen Ausstellung in München gezeigt – darunter die Halbindianerin mit Früchten von 1932; die Werke wurden im Völkischen Beobachter der NSDAP als „schwüle oder orgiastische Erotik dieser Mischlingsweiber (bald Salome, bald Negergirl)“ scharf angegriffen. Leo Putz wurde 1936 mehrmals von der Geheimen Staatspolizei verhört und musste schließlich nach Südtirol (Italien) fliehen.
1937 wurden in der Nazi-Aktion „Entartete Kunst“ aus den Staatlichen Kunstsammlungen Kassel sein Aquarell Zwei Akte und die Druckgrafiken Liegender Frauenakt und Zwei Akte beschlagnahmt und vernichtet. Außerdem erhielt er Berufsverbot in Deutschland. Sein Aquarell Burggespenst (60 × 46 cm) wurde mit der Sammlung des jüdischen Sammlers und Kunsthändlers Walter Westfeld beschlagnahmt und 1939 vom Kunsthaus Lempertz zwangsversteigert. Es gilt als verschollen.
In den folgenden Jahren bis zu seinem Tod 1940 umfasste sein Schaffen hauptsächlich Bilder von Burgen, Schlössern und die Landschaften Südtirols. Leo Putz war Mitglied im Deutschen Künstlerbund.

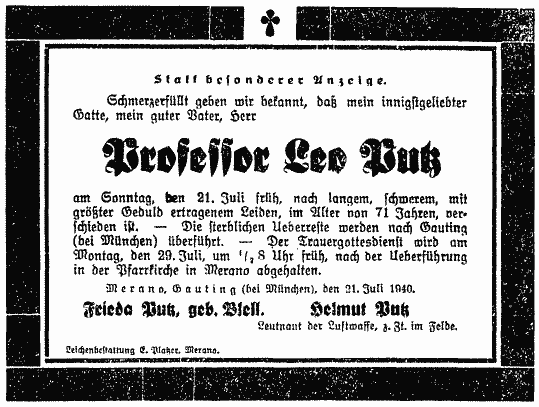
Parte für Leo Putz vom 24. Juli 1940

Nach einer Operation verstarb Leo Putz am 21. Juli 1940 in Meran. Seine sterblichen Überreste wurden auf dem Friedhof in Gauting bei München beigesetzt.

## Ausbildung
Leo Putz begann seine ersten Studien mit 16 Jahren an der Königlichen Akademie der bildenden Künste München, wo er bei seinem Stiefbruder, Robert Poetzelberger, eine Ausbildung in den Maltechniken bekam. 1888 wechselte er in die Naturklasse des Historienmalers Gabriel von Hackl, wo er Sachlichkeit und Korrektheit in der Zeichnung lernte. Inzwischen war sein Vater von dem Talent seines Sohnes überzeugt, weshalb er eine Ausbildung des inzwischen 21-Jährigen an der Académie Julian in Paris unterstützte. Seine Lehrer waren Jean-Joseph Benjamin-Constant und William Adolphe Bouguereau. Nach einer Militärzeit kehrte Leo Putz wieder nach München zurück und besuchte an der Akademie der bildenden Künste die Malklasse von Paul Hoecker, dem ersten „Modernen“ an der Akademie, der in Atelier- und Freilichtmalerei unterrichtete und auf die individuelle Entwicklung seiner Schüler Wert legte. Aus dieser Malklasse gingen die ersten Mitarbeiter an der „Jugend“ und „Scholle“ hervor, an denen sich auch Leo Putz beteiligte (Stein).

## Museen
Werke von Leo Putz werden international unter anderem in folgenden Museen ausgestellt:
- München: Bayerische Staatsgemäldesammlungen, Städtische Galerie im Lenbachhaus, Münchner Stadtmuseum
- Nürnberg: Städtische Galerie
- Dresden: Galerie Neue Meister
- Leipzig: Museum der bildenden Künste
- Budapest: Ungarische Nationalgalerie
- Buenos Aires: Museo Nacional de Bellas Artes
- Meran: Palais Mamming Museum
- Gelsenkirchen: Kunstmuseum Gelsenkirchen

## Ausstellung
- 2009: Leo Putz – Ausstellung zum 140. Geburtstag, Galerie Schüller im Bayerischen Hof, München

## Auktionsergebnisse

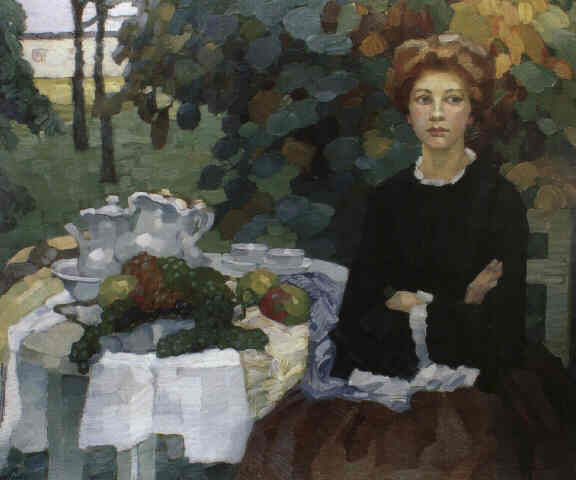
Im herbstlichen Garten (1908)

Das Gemälde „Im herbstlichen Garten“ erhielt mit 460.000 Euro den bisherigen Höchstzuschlag für ein Werk von Leo Putz.